# Археанакт
Археанакт (Археанакт Великий; др.-греч. Αρχαιάναξ; ок. 540 до н. э. — ок. 470 до н. э.) — архонт и основатель Боспорского царства в 480—470 годах до н. э. Вероятно, основатель династии Археанактидов, правившей Боспорским царством до приблизительно 438 года до н. э.

## Биография

### Происхождение
Основные сведения об Археанакте содержатся в труде Диодора Сицилийского. Предки Археанакта по разным сведениям происходили из городов Милет или Митилена (о. Лесбос). Большинство исследователей склонны к первому варианту, поскольку есть давние упоминания о представителе знатного милетского рода Археанакта. Наверное, родственник или прямой потомок последнего Семанд вместе с милетянами и эолянами с Лесбоса перебрался на побережье Чёрного моря, где стал ктистом (учредителем) колонии Гермонасса. Со временем именно этот город становится одним из ведущих городов.

### Правление
Предполагается, что Археанакт был сыном Семандра. Благодаря высокому статусу семьи со временем становится архонтом Гермонассы. Учитывая ведущее положение родного города среди городов Боспора Киммерийского сумел образовать общебоспорскую симмахию (военный союз).
Большинство исследователей считают, что Археанакт сначала занимал должность жреца Аполлона. Благодаря этому к 480 году до н. э. сумел провести объединение и стать архонтом всего Боспора, став религиозным лидером боспорского амфиктония (городов Гермонасса, Тиритака, Корокондама, Пантикапей, Фанагория, Мирмекий, Кепы и Порфмия) вокруг храма Аполлона. Имел незаурядные военные таланты и победы в войнах с окружающими племенами синдов.
Впрочем Боспорское государство представляло собой более своеобразную конфедерацию или федерацию под руководством Гермонассы. Со временем Археанакт переносит столицу в колонию Пантикапей, который начинает активно развивать. Благодаря этому даже считается основателем этого города. Начал усиление своей власти и централизацию учитывая опасность со стороны скифов Крымского полуострова. Вместе с тем вынужден был учитывать влияние сборов демоса и местных знатных родов. Где-то в середине 470-х годов до н. э. заключил с западными синдами антискифский союз.
Начал чеканить собственную серебряную монету с надписью APOL (в честь Аполлона). Способствовал экономическому подъёму боспорских городов, установив союзническую отношения с Афинами и Делосским морским союзом, образованным в 478 году до н. э. Это способствовало мирному прохождению боспорских судов Дарданеллами в Малой Азии (в частности ионийских городов) к непосредственно Элладе.
Умер около 470 года до н. э. По предположению В. А. Анохина, преемником Археанакта на престоле Боспорского царства был Археанактид (II).